# Glykokalyx
Glykokalyx je ochranný plášť povrchu buňky tvořený oligosacharidy. Složený je z glykoproteinů a jiných proteoglykanů. Ty se nacházejí na necytosolové straně buněčné membrány. Glykokalyx chrání povrch buňky před mechanickým a chemickým poškozením. Látky propůjčují buňce slizovitý povrch, který pomáhá pohyblivým buňkám (např. bílým krvinkám) proklouzávat úzkými mezerami, zatímco zabraňuje lepení krvinek k sobě a ke stěnám. Hlavní funkcí glykokalyxu (u bakterií) je jejich uchycování na různých materiálech v přirozeném prostředí. V umělém prostředí (pěstování na živných půdách) tuto schopnost ztrácejí, neboť ji již nepotřebují. Každá buňka má své vlastní specifické složení glykokalyxu – určuje nám tedy identitu buněk.